# Johan Jerner
Johan Jerner, född omkring 1758, död 26 juli 1820 i Stockholm. Han var en instrumentmakare i Stockholm.

## Biografi
Johan Jerner föddes 1755. Han var gesäll hos hovinstrumentmakaren Johan Öberg den yngre, Stockholm åren 1779-1781. 1782 blev han självständig instrumentmakare i Stockholm. Han ansöker 1788 om att få avlägga ett mästarprov. Han lämnade in en cittra till sitt mästarprov och besiktningsmännen Pehr Lundborg och Daniel Wickström godkänner den, han får därmed sitt privilegium 1791. Han kom att arbete själv fram till 1814 i sin verkstad på Skomakaregatan (senare Svarmangatan). Det året blir han förlamad och kan inte längre utföra sitt arbete. Han tar då in en lärling vid namn Daniel Lindahl som kom att arbete där en tid. Jerner tar senare in ännu en lärling, Carl Öberg. Johan Jerner avled 26 juli 1820 i Sankt Nikolai församling, Stockholm. För att kunna ha råd med begravningen fick änkan pantsätta en cello, verktyg och trä.
Från 1780 dominerade Johan Jerner, Mathias Petter Kraft och Daniel Wickström instrumenttillverkningen i Stockholm.
Jerner gifte sig första gången med Anna Åhrman (död 1806). De fick tillsammans sonen Johan Petter. Jerner gifte sig andra gången 23 november 1819 i Sankt Nikolai församling, Stockholm med Catharina Wexman.
Han var bosatt på kvarter Cepheus 4 i Sankt Nikolai församling, Stockholm.

## Instrument
Jerner byggde både knäppinstrument och stråkinstrument. Av hans produktion finns mest lutor bevarade men även, fioler, altfioler och celli. Jerner byggde även cittror (halscittror), harpor och gitarrer. Hans instrument är välarbetade, vackra och lackeringen är av god kvalitet. Snäckorna är harmoniskt byggda och vackert skurna. Det material som han använder sig av för att tillverka instrumenten är oflammig lönn.
Den årliga tillverkningen av instrument var inte stor men jämn.

### Bevarade instrument
- Luta som tillverkades 1791 (eller 1797) av Jerner. Ägdes av generalkonsul Jean Jahnsson, Stockholm.[2]
- Luta som tillverkades 1792 av Jerner. Förvaras på Musikhistorisches Museum von Wilhelm Heyer, Köln.[2]
- Luta som tillverkades 1794 av Jerner. Ägdes av generalkonsul Jean Jahnsson, Stockholm.[2]
- Luta som tillverkades 1801 av Jerner. Såldes 1892 på Christian Hammers auktion, Köln.[2]
- Luta som tillverkades 1803 av Jerner. Förvaras på Musikhistoriska museet, Stockholm.[2]
- fiol som tillverkades 1803 av Jerner. Ägdes av apotekaren Erik Palm, Göteborg.[2]
- Lyrgitarr som tillverkades 1807 av Jerner. Förvaras på Nordiska museet, Stockholm.[2]
- Luta som tillverkades 1808. Förvaras på Musikhistoriska museet, Stockholm.[2]
- Luta som tillverkades 1809 av Jerner. Ägdes av Josef Lundin, Kortebo.[2]
- Luta som tillverkades 1810 av Jerner. Ägdes av J. A. Björklund, Gävle.[2]
- Luta som tillverkades 1811 av Jerner. Ägdes av Aina Grotenfelt Hougberg, Helsingfors.[2]
- Luta som tillverkades 1812 (eller 1818) av Jerner. Ägdes av doktorinnan Hjördis Ahlström, Nykarleby, Finland.[2]
- Luta som tillverkades 1816 av Jerner. Meddelad av lektor Daniel Fryklund, Sundsvall.[2]
- Luta som tillverkades 1817 av Jerner. Såldes 1892 på Christian Hammers auktion, Köln.[2]
- Luta som tillverkades 1818 av Jerner. Ägdes av generalkonsul Jean Jahnsson, Stockholm.[2]
- Luta (teorb) av Jerner. Förvaras på Nordiska museet, Stockholm.[2]

### Reparerade instrument
- Luta som reparerades 1792 av Jerner. Förvaras på Musikhistoriska museet, Stockholm.[2]

## Produktion
| År   | Produkt/Arbete | Summa          |
| ---- | -------------- | -------------- |
| 1819 | Instrument.    | 300 riksdaler. |

## Medarbetare och gesäller
- Daniel Lindahl var lärgosse hos Jerner.[2]
- 1816-1820 - Carl Öberg (1800-1829). Han var lärling hos Jerner.[7][2]